# Comuna Stăncuța, Brăila

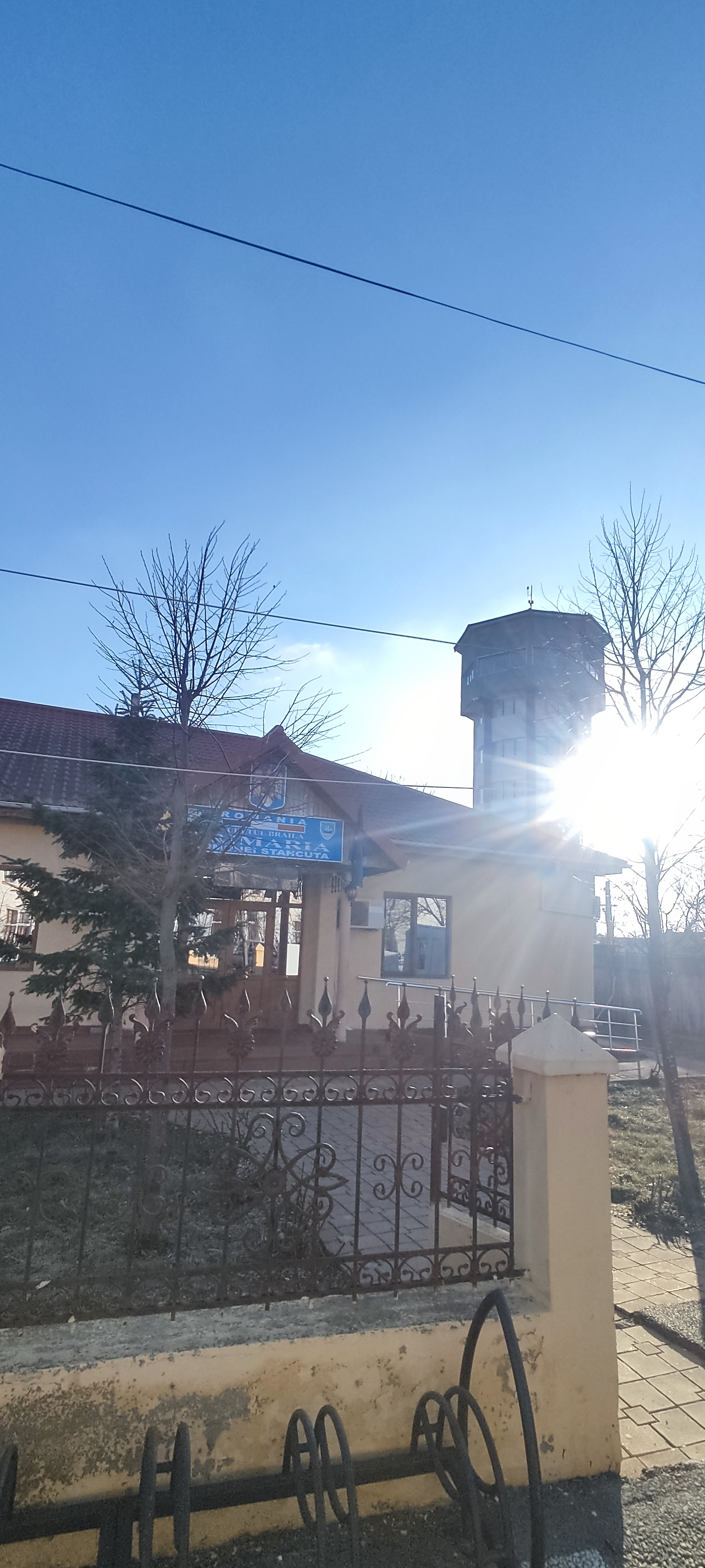
primaria Stancuta in 2024

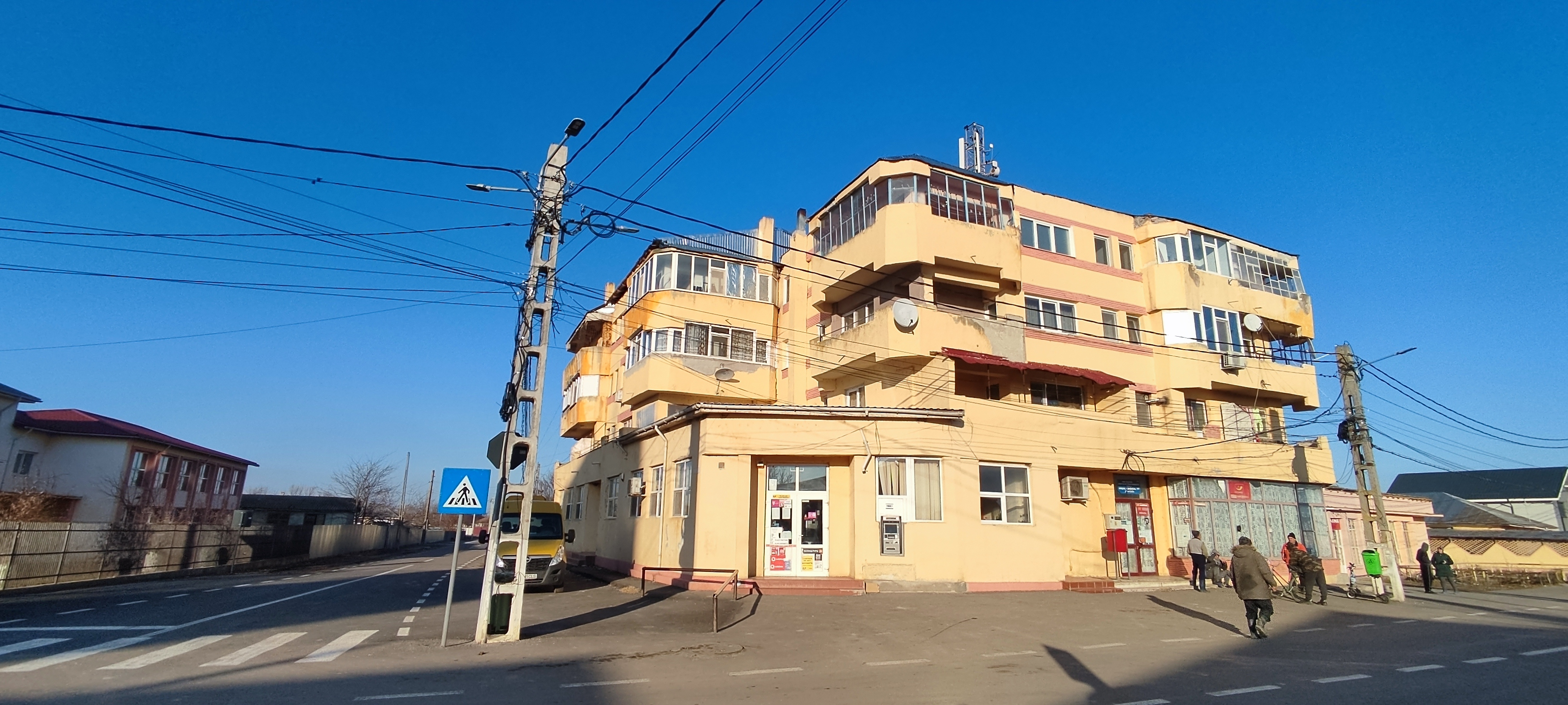

Stăncuța este o comună în județul Brăila, Muntenia, România, formată din satele Cuza Vodă, Polizești, Stanca și Stăncuța (reședința).

## Așezare

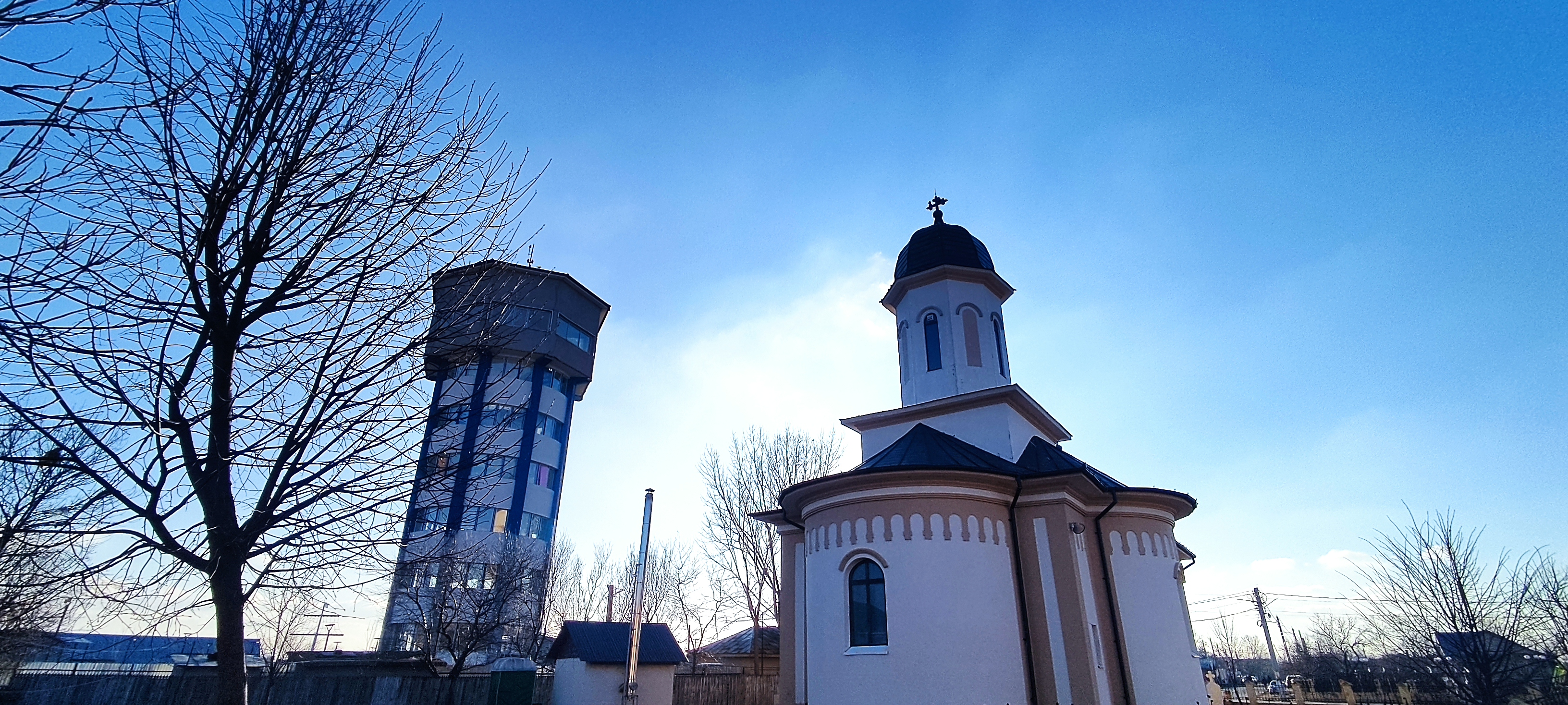

Comuna se află în sud-estul județului, pe malul Dunării. Prin comună trece șoseaua județeană DJ212, care o leagă spre nord de Gropeni și Chiscani (unde se termină în DN21), și spre sud de Berteștii de Jos, Victoria și Mihail Kogălniceanu (ultima în județul Ialomița). La Cuza Vodă, din această șosea se ramifică șoselele DJ212C (care deservește exclusiv comuna, în special satul ei de reședință) și DJ212A, care o leagă spre nord-vest de Viziru (DN21) și Bordei Verde.

## Demografie
Componența etnică a comunei Stăncuța
     Români (95,12%)
     Alte etnii (4,88%)
Componența confesională a comunei Stăncuța
     Ortodocși (94,98%)
     Alte religii (0,03%)
     Necunoscută (4,98%)
Conform recensământului efectuat în 2021, populația comunei Stăncuța se ridică la 2.950 de locuitori, în scădere față de recensământul anterior din 2011, când fuseseră înregistrați 3.464 de locuitori. Majoritatea locuitorilor sunt români (95,12%). Din punct de vedere confesional, majoritatea locuitorilor sunt ortodocși (94,98%), iar pentru 4,98% nu se cunoaște apartenența confesională.

## Politică și administrație
Comuna Stăncuța este administrată de un primar și un consiliu local compus din 13 consilieri. Primarul, Nicu Turcu[*], de la Partidul Social Democrat, este în funcție din 2004. Începând cu alegerile locale din 2024, consiliul local are următoarea componență pe partide politice:
|  | Partid                          | Consilieri | Componența Consiliului | Componența Consiliului | Componența Consiliului | Componența Consiliului | Componența Consiliului |
|  | ------------------------------- | ---------- | ---------------------- | ---------------------- | ---------------------- | ---------------------- | ---------------------- |
|  | Partidul Social Democrat        | 5          |                        |                        |                        |                        |                        |
|  | Partidul Național Liberal       | 5          |                        |                        |                        |                        |                        |
|  | Alianța pentru Unirea Românilor | 3          |                        |                        |                        |                        |                        |

## Istorie
La sfârșitul secolului al XIX-lea, comuna Stăncuța făcea parte din plasa Balta a județului Brăila și era formată din satele Stăncuța, Stanca, Podari și Cornu Malului, precum și târlele Băndoiu, Marași, Stoinești și Agaua, cu 1713 locuitori. În comuna Stăncuța funcționau o școală mixtă și o biserică ridicată în 1854.
În 1925, comuna era inclusă în plasa Viziru a aceluiași județ și avea în compunere satele Băndoiu, Mărașu, Stanca, Stăncuța, Agaua-Salcia și Zatna, cu 2656 de locuitori.
În 1950, comuna Stăncuța a trecut la raionul Însurăței din regiunea Galați și apoi (după 1960) la raionul Brăila din aceeași regiune. În 1968, în forma actuală, după separarea comunei Mărașu, comuna Stăncuța a fost transferată județului Brăila.